# Gull River (Lake Nipigon)
Der Gull River (englisch für „Möwen-Fluss“) ist ein Zufluss des Nipigonsees im Thunder Bay District in der kanadischen Provinz Ontario.
Der Gull River entspringt in den Gull Lakes. Er fließt in überwiegend nordöstlicher Richtung zum Nipigonsee, an dessen westlichem Ufer er in die Gull Bay mündet. Am Flusslauf liegt das Schutzgebiet Kaiashk Provincial Park. Der Gull River hat eine Länge von etwa 150 km.